# Mistrzostwa Świata w Tenisie Stołowym 1989
40. Mistrzostwa świata w tenisie stołowym odbyły się w dniach 29 marca–9 kwietnia 1989 roku w Dortmundzie.

## Końcowa klasyfikacja medalowa
| Miejsce | Państwo          | Złoto | Srebro | Brąz | Razem |
| ------- | ---------------- | ----- | ------ | ---- | ----- |
| 1       | Chiny            | 3     | 2      | 8    | 13    |
| 2       | Szwecja          | 2     | 1      | 0    | 3     |
| 3       | Korea Południowa | 1     | 1      | 1    | 3     |
| 4       | RFN              | 1     | 0      | 0    | 1     |
| 5       | Jugosławia       | 0     | 2      | 0    | 2     |
| 6       | Korea Północna   | 0     | 1      | 1    | 2     |
| 6       | Polska           | 0     | 1      | 1    | 2     |
| 8       | Hongkong         | 0     | 0      | 1    | 1     |

## Medaliści
| Konkurencja:               | Złoto:                       | Srebro:                        | Brąz:                                      |
| gra pojedyncza kobiet      | Qiao Hong                    | Li Bun-hui                     | Hyun Jung-hwa Chen Jing                    |
| gra pojedyncza mężczyzn    | Jan-Ove Waldner              | Jörgen Persson                 | Andrzej Grubba Yu Shentong                 |
| gra podwójna kobiet        | Deng Yaping Qiao Hong        | Chen Jing Hu Xiaoxin           | Gao Jun Liu Wei Ding Yaping Li Jun         |
| gra podwójna mężczyzn      | Steffen Fetzner Jörg Roßkopf | Zoran Kalinić Leszek Kucharski | Chen Longcan Liu Wei Hui Jun Teng Yi       |
| gra mieszana               | Yoo Nam-kyu Hyun Jung-hwa    | Zoran Kalinić Gordana Perkučin | Chen Longcan Chen Jing Chen Zhibin Gao Jun |
| konkurs drużynowy mężczyzn | Szwecja                      | Chiny                          | Korea Północna                             |
| konkurs drużynowy kobiet   | Chiny                        | Korea Południowa               | Hongkong                                   |